# Mellerstvattnet
Mellerstvattnet är en sjö i Strömsunds kommun i Ångermanland och ingår i Ångermanälvens huvudavrinningsområde. Sjön har en area på 0,255 kvadratkilometer och ligger 239 meter över havet. Sjön avvattnas av vattendraget Borgbäcken (Mellerstvattenbäcken).

## Delavrinningsområde
Mellerstvattnet ingår i det delavrinningsområde (710043-152001) som SMHI kallar för Inloppet i Borgvattnet. Medelhöjden är 311 meter över havet och ytan är 13,78 kvadratkilometer. Det finns inga avrinningsområden uppströms utan avrinningsområdet är högsta punkten. Borgbäcken (Mellerstvattenbäcken) som avvattnar avrinningsområdet har biflödesordning 3, vilket innebär att vattnet flödar genom totalt 3 vattendrag innan det når havet efter 169 kilometer. Avrinningsområdet består mestadels av skog (85 procent). Avrinningsområdet har 0,25 kvadratkilometer vattenytor vilket ger det en sjöprocent på 1,8 procent.